# گنی کاتامو
گنی کاتامو (انگلیسی: Geny Catamo؛ زادهٔ ۲۶ ژانویهٔ ۲۰۰۱) بازیکن فوتبال اهل موزامبیک است که برای باشگاه فوتبال اسپورتینگ بازی می‌کند. 
از باشگاه‌هایی که در آن بازی کرده است می‌توان به باشگاه فوتبال اسپورتینگ، باشگاه فوتبال ویتوریا گیماریش، باشگاه فوتبال آمورا، باشگاه فوتبال اسپورتینگ سی‌پی بی و باشگاه ورزشی ماریتیمو اشاره کرد.
وی همچنین در تیم‌های ملی فوتبال زیر ۱۷ سال، زیر ۲۰ سال و بزرگسالان موزامبیک بازی کرده است.

## دوران باشگاهی

### مازاكوان و بلک بولز
گنی کاتامو فوتبال خود را در مازاكوان در موزامبیک آغاز کرد و به عنوان بازیکن جوان ملی برای موزامبیک شناخته شد. سپس به آکادمی جوانان بلک بولز، باشگاه دیگری از ماپوتو، منتقل شد. تحت پروتکلی با باشگاه فوتبال پورتو، بهترین بازیکنان بلک بولز در سال ۲۰۱۸ به پورتو رفتند تا با تیم جوانان پورتو بازی کنند. کاتامو عملکرد خوبی داشت، اما مشکلات اداری و اختلاف نظرها در مورد مدل انتقال باعث شد که او نتواند به باشگاه فوتبال پورتو منتقل شود. او همچنین شانسش را در بنفیکا آزمایش کرد، اما در آنجا نیز نماند و در نهایت به آمورا، باشگاه پرتغالی که در آن زمان تحت مالکیت سرمایه‌گذاران موزامبیکی بود، پیوست.

### آمورا
کاتامو در سال ۲۰۱۸ به پرتغال رسید. عملکردهای او برای تیم‌های جوانان و بزرگسالان آمورا باعث شد که باشگاه فوتبال اسپورتینگ او را در سال ۲۰۱۹ جذب کند.

### اسپورتینگ
در ۱۱ ژوئن ۲۰۱۹، کاتامو به آکادمی جوانان باشگاه فوتبال اسپورتینگ پیوست. او در سپتامبر ۲۰۲۰ پس از گذراندن فصل ۲۰۱۹–۲۰۲۰ در آکادمی فوتبال کریستیانو رونالدو، یک قرارداد حرفه‌ای با اسپورتینگ امضا کرد. او در سپتامبر ۲۰۲۱ برای اولین بار به عنوان بازیکن ذخیره در بازی مقابل پورتو به میدان رفت و شماره ۵۷ را بر تن داشت.
پس از دو دوره قرضی با ویتوریا گیماریش و ماریتیمو و بازگشت به تیم اصلی اسپورتینگ، در ۲۲ دسامبر ۲۰۲۳، کاتامو قرارداد جدید پنج‌ساله‌ای با اسپورتینگ امضا کرد که بند آزادسازی او ۶۰ میلیون یورو تعیین شد.
در ۶ آوریل ۲۰۲۴، اسپورتینگ CP با دو گل از کاتامو باشگاه ورزشی بنفیکا را شکست داد و این پیروزی فاصله آنها را در صدر جدول لیگ افزایش داد. با دو گل او در پیروزی ۲–۱ خانگی اسپورتینگ در شهرآورد لیسبون، کاتامو سرنوشت بازی را تعیین کرد و به تیمش کمک کرد تا سه امتیاز را کسب کند و به عنوان بهترین بازیکن مسابقه شناخته شد.

## دوران ملی
کاتامو در دسامبر ۲۰۱۸ به نمایندگی از تیم ملی زیر ۲۰ سال موزامبیک به میدان رفت و در اولین بازی خود گلزنی کرد. او پیش از این در تیم ملی زیر ۱۷ سال موزامبیک نیز بازی کرده بود.
کاتامو در ۱۰ سپتامبر ۲۰۱۹ با گلزنی در پیروزی ۲–۰ مقابل موریس، اولین بازی خود را برای بزرگسالان موزامبیک انجام داد. در اکتبر ۲۰۲۱، او در یک بازی انتخابی جام جهانی گلزنی کرد که گل او تنها گل موزامبیک در شکست ۳–۱ مقابل کامرون بود.